# Georgenberg (Enns)
Der Georgenberg ist einer der Stadtberge von Enns in Oberösterreich.

## Lage und Landschaft
Der Berg bildet den nordöstlichsten Hügelsporn der voralpinen Traun-Enns-Platte und erhebt sich mit etwa 278 m ü. A. gut 30 Meter über die Niederungen von Linzer Feld und Unterem Ennstal. Er ist dem Stadtberg von Enns, auf dem sich die Ennser Altstadt befindet, nochmals vorgelagert. An seinem Fuß liegt nordöstlich zur Enns hin Unterreintal, nordwestlich befinden sich die Neusiedlungen von Enns um Lorcher Straße und Maria Anger.
Der Berg selbst ist unbebaut und bildet den Schlosspark von Schloss Ennsegg.

## Geschichte

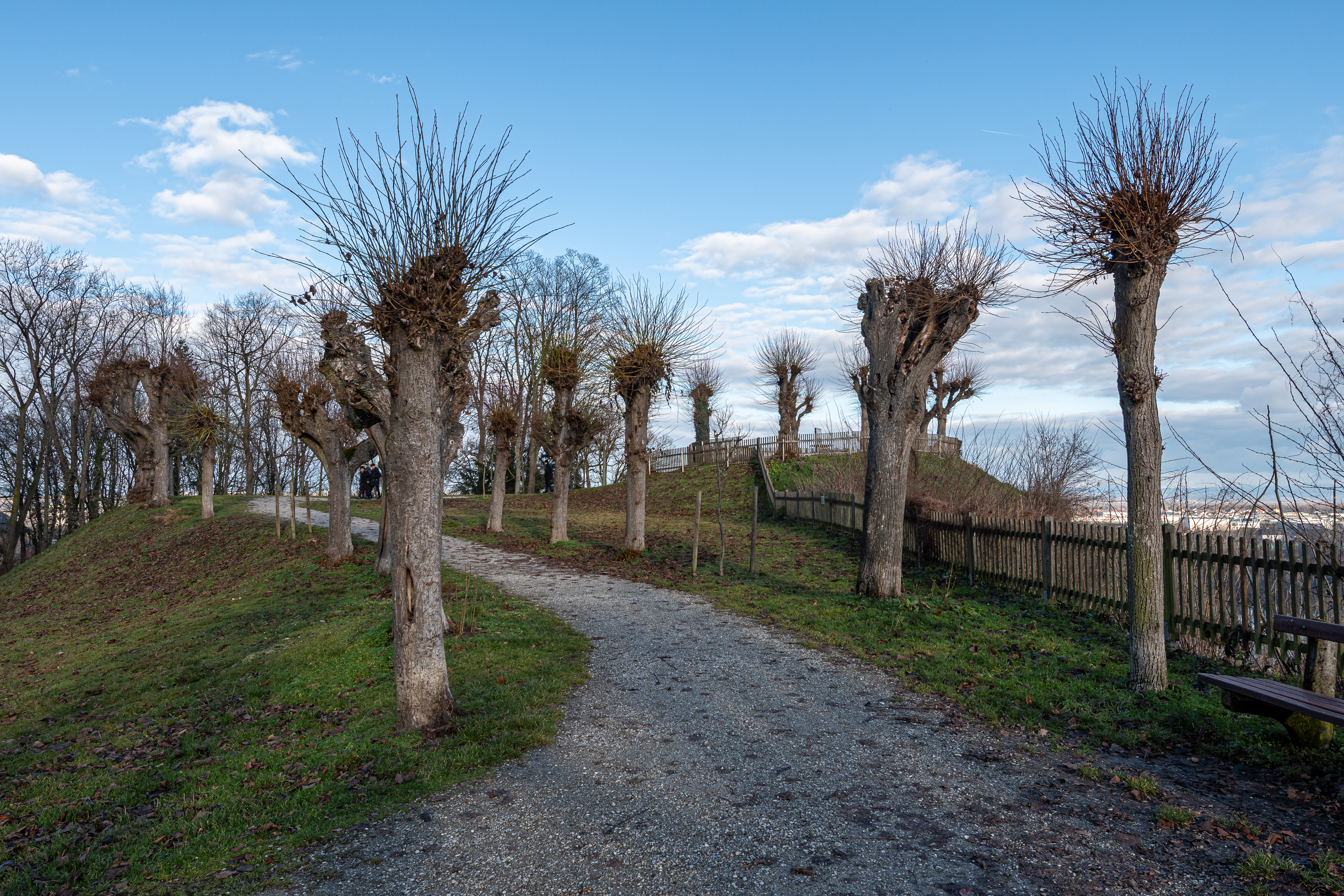
Burgstall der Alten Ennsburg im Schlosspark, heute Aussichtspunkt

Am Georgenberg ist schon jungsteinzeitliche Besiedelung nachweislich. 
Am Ennsberg befand sich vermutlich eine keltische Höhensiedlung, aus der die Römerstadt Lauriacum hervorging (am Georgenberg ist die keltische Besiedlung nicht befundet). Am Nordfuß wurden die frühesten römischen Spuren (Ende 1. Jahrhundert n. Chr.) gefunden, hier verlief im Zug Stadlgasse – Mauthausner Straße die Straße über die Ennsbrücke. Der Georgenberg selbst dürfte als Steinbruch gedient haben, das Konglomeratgestein seiner Basis wurde im Legionslager gefunden. Auf der Kuppe befand sich zumindest vom 3. bis späten 4. Jahrhundert ein Tempelbezirk mit Kultbau und Nekropole.
791 ist ein Wartberg urkundlich (“in locum qui dicitur Lorahha in monte nuncupante Uuartperc”, ‚der Lorch genannte Ort beim sogenannten Wartberg‘), man nimmt an, dass das der Georgenberg ist. Dessen Name erscheint als solcher 1186 durch die Georgenberger Handfeste, einen babenbergischen Erbvertrag, der zur Einheit von Österreich und der Steiermark führte. Dieser Name bezieht sich auf die romanische Kirche Sankt Georg. In der Zeit der Magyaren und Awaren im ausgehenden Frühmittelalter befand sich hier eine einfache Volksburg mit kleiner Höhensiedlung aus Hütten, schon 901 ist eine Anesapurch (Ennsburg) namentlich urkundlich.
Diese Burg bestand bis in das 15. Jahrhundert und verfiel dann, an ihrer Stelle wurde die [neue] Ennsburg im Süden der Stadt errichtet. In den 1560ern wurde dann Schloss Ennsegg am Nordrand der Stadtmauer errichtet. Am Georgenberg stand noch die alte spätgotische Burgkirche, die ebenfalls verfiel und um 1600 für Baumaterial bis in die Fundamente abgetragen wurde, und es entstand der Renaissancegarten des Schlosses.  Der Burgstall der Ruine diente im Dreißigjährigen Krieg noch einmal als Schanze. In dieser Zeit findet sich hier der Name Dirrenberg (‚dürrer Berg‘). Die Bergfläche wurde von Vinzenz Fürst Auersperg 1841 zum Landschaftsgarten in heutiger Form gestaltet, er war schon damals öffentliche Erholungsfläche. Die Anhöhe der Burgruine wurde zum romantischen Aussichtshügel umgestaltet. Dieser Aussichtspunkt an der Bergkante besteht bis heute.
Der Schlosspark gehört heute der Stadt Enns, die ihn im Jahr 2000 kaufte.

Enns von Westen (ganz links der Georgenberg)
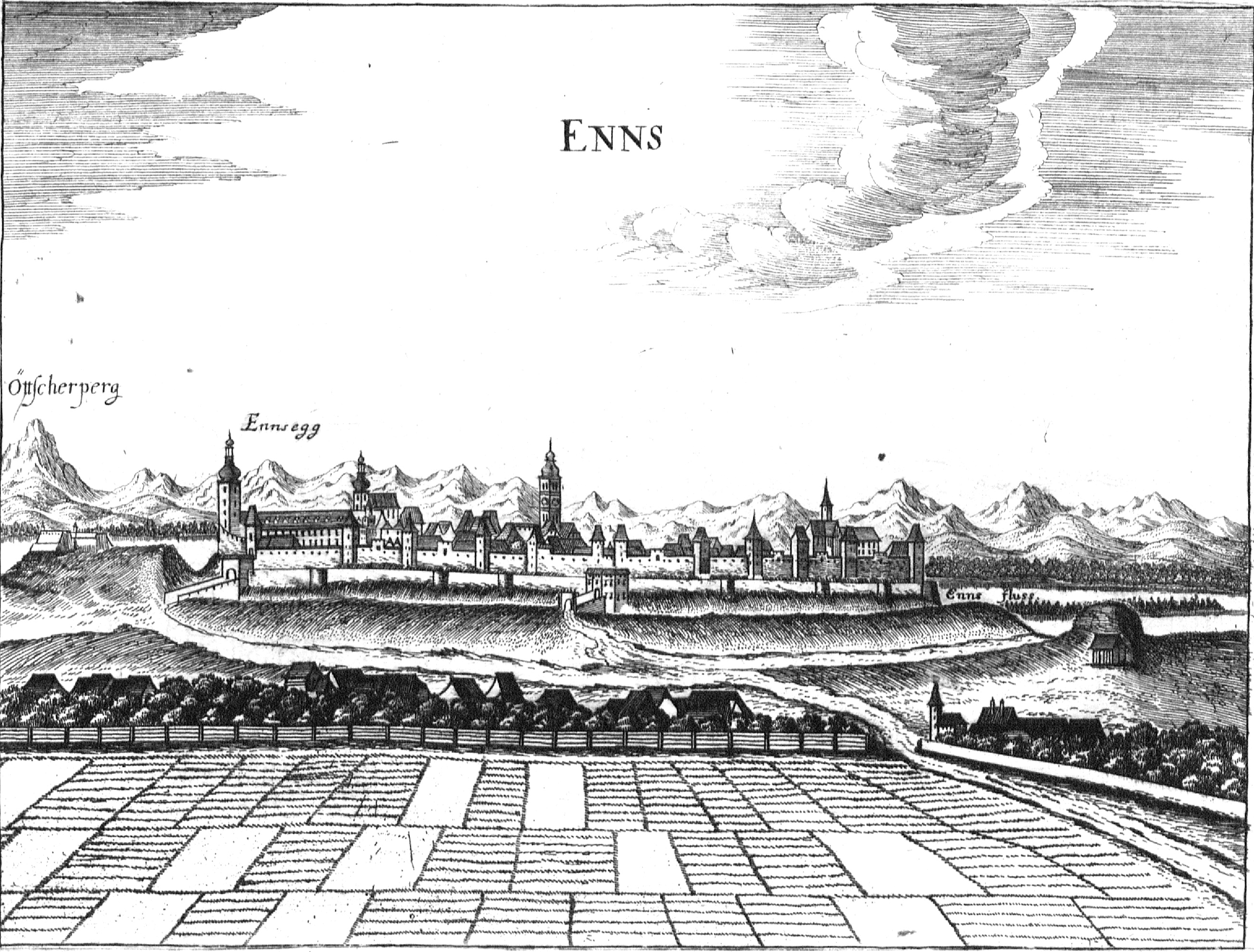
Die Wallanlage des 17. Jh. (Georg Matthäus Vischer 1674)
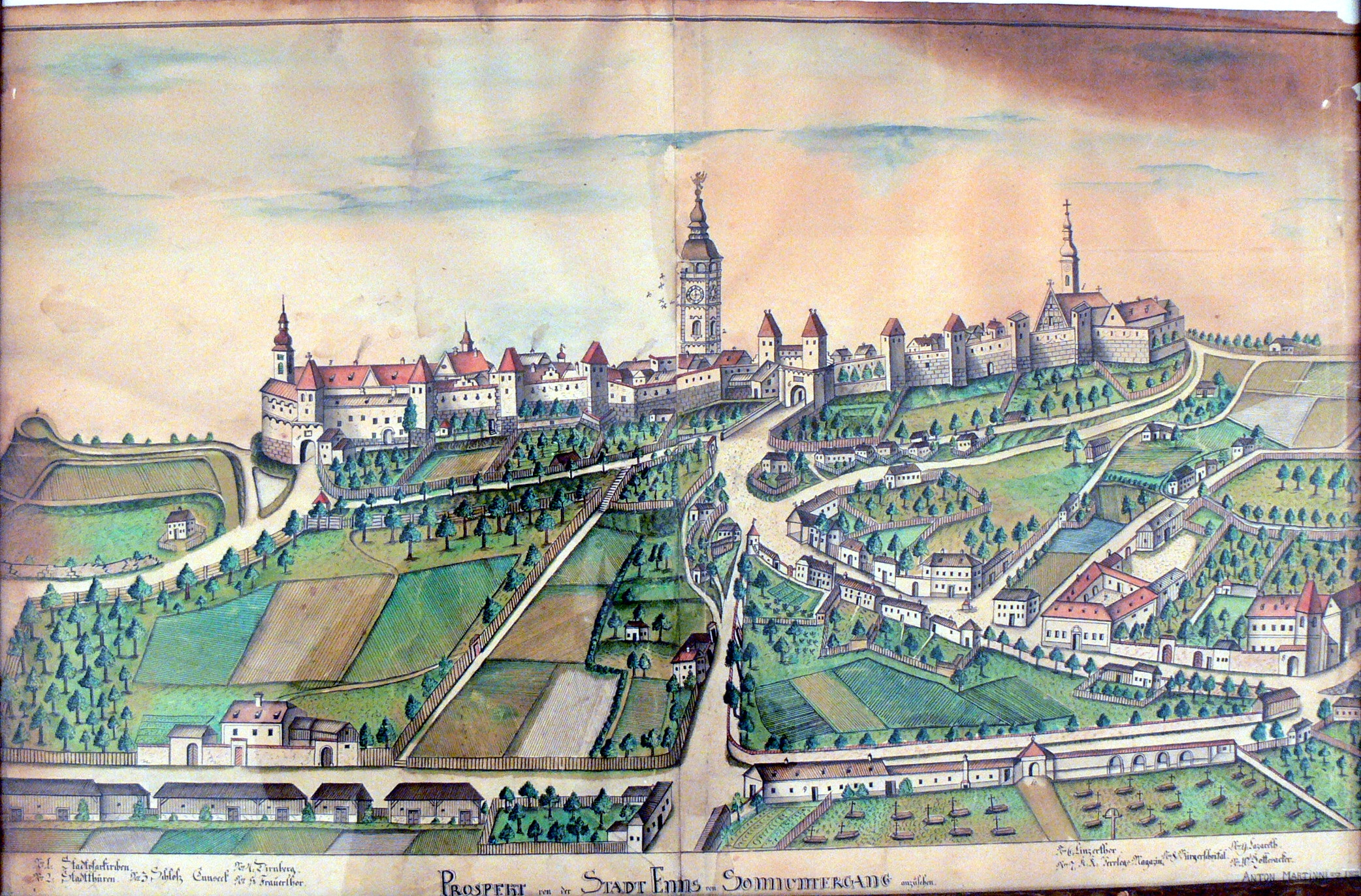
Der Wandelgang am Georgenberg im 19. Jh. (Anton Martinni 1828)